# مجلس الخبراء الأول
تم انتخاب مجلس الخبراءالأول  في إيران (المعروف أيضًا باسم مجلس خبراء الدستور) في صيف عام 1979 لكتابة دستور جديد للجمهورية الإسلامية. وقد بدأ أعضاء المجلس في 18 أغسطس 1979 بمراجعة مسودات الدستور وصياغة التعديلات المقترحة على الدستور حتی استكمل في 15 نوفمبر، ثم طرحوه في استفتاء شعبي يوم 2 ديسمبر 1979  وتمت الموافقة النهائية عليه بالأصوات الساحقة (99.5 في المئة).
يختلف مجلس خبراء الدستور عن مجلس خبراء القيادة، وهو الهيئة الدينية التي نص عليها الدستور في تعيين المرشد الأعلى للجمهورية ومراقبة عمله.

## التاريخ
بعد قيام الثورة الإسلامية في فبراير 1979 كتبت أول مسودة للدستور الإيراني علی يد حسن حبيبي الذي أصبح فيما بعد عضوا في مجلس الثورة الإسلامية للبلاد. اعتمد حبيبي في المسودة علی الدستور الإيراني لعام 1906 ودستور الجمهورية الفرنسية الخامسة التي صاغها الجنرال ديغول عام 1958. وبعد برهة من الزمن، اعيد النظر فيها من لجنة تكونت من ستة فقهاء مدنيين. ثم أرسلت الحكومة المؤقتة برئاسة مهدي بازرغان مسودة الدستور مع بعض التعديلات، إلى آية الله خميني للمصادقة عليها.
لم يخالف آية الله الخميني تلك المسودة مستعدًا لتقديمها لاستفتاء وطني، لكن خالف اليساريون هذا الإجراء وطالبوا مراجعة مسودات الدستور من قبل جمعية تأسيسية. وساند آية الله علي شريعتمداري هذه المطالب.

## الاعضاء
ففي 4 فبراير 1979، بعد مضی أربعة أشهر من انتصار الثورة، امر الإمام الخميني بتأسيس مجلس خبراء الدستور لدراسة الدستور النهائي للجمهورية الإسلامية الإيرانية وأكد علی ضرورة إجراء انتخابات لاختيار أعضائه بأسرع وقت ممكن.
ففي 3 أغسطس 1979مـ جرت انتخابات مجلس خبراء الدستور. وعين أول مجلس خبراء من ثلاثة وسبعين عضوا اكثرهم من رجال الدين. وكان أكثرية الاعضاء ينتمون إلی الحزب الجمهوري الإسلامي وباقي الاعضاء كانوا من الأحزاب الأخرى أو كانوا من المستقلين.

### رؤساء مجلس خبراء الدستور
| # | الاسم             | تولى المنصب   | ترك المنصب    | الدورة | الصورة |
| 1 | حسين علي المنتظري | 19 أغسطس 1979 | 1 نفمبر 1979  | خاصّ    |        |
| 2 | محمد بهشتي        | 1 نفمبر 1979  | 15 نفمبر 1979 | خاصّ    |        |